# Marco Lando
Marco Lando (... – Venezia, gennaio 1426) è stato un vescovo cattolico italiano.

## Biografia
Nacque dalla famiglia patrizia dei Lando.
Fu nominato vescovo di Castello il 18 dicembre 1418. Il 12 maggio 1424, Marco Lando concesse alla comunità di frati agostiniani, guidata dal futuro patriarca di Venezia Andrea Bondumier, il monastero di Santo Spirito, sull'omonima isola della laguna.
Morì a Venezia nel gennaio 1426.